# خودخوری
خودخوری (به انگلیسی: Self-pity) هیجان احساسی است که در آن شخص نسبت به خود نسبت به تجربه‌های شخصی درونی و بیرونی از رنج کشیدن، احساس غم و اندوه می‌کند. دلسوزی به خود نیز به عنوان احساسی تعریف شده‌است که «به سوی دیگران با هدف جلب توجه، همدلی یا کمک هدایت می‌شود».